# Lövmarknaden
Lövmarknaden är en traditionsenlig marknad i centrala Karlskrona dagen före midsommarafton. Liknande festligheter har funnits i Karlskrona i ungefär 200 år (2003) och från 1871 har de burit namnet lövmarknad. Förr i tiden köpte man stora knippor med björklöv och jättelika eklövskransar för att smycka sina hem. Eklövskransarna som pryder huvudet är en påminnelse om de hedniska solståndsfesterna.
Marknaden har varit inställd två gånger (2020 och 2021) på grund av Covid-19-pandemin.